# Edouard Feisinger
Edouard Feisinger – belgijski strzelec, medalista olimpijski.
Uczestnik Letnich Igrzysk Olimpijskich 1920. Wystartował w trapie drużynowym, w którym zdobył srebrny medal (skład reprezentacji: Albert Bosquet, Joseph Cogels, Émile Dupont, Henri Quersin, Louis Van Tilt, Edouard Feisinger).

## Wyniki

### Igrzyska olimpijskie
| Igrzyska       | Konkurencja     | Wynik            | Miejsce | Źródło |
| -------------- | --------------- | ---------------- | ------- | ------ |
| Antwerpia 1920 | Trap, drużynowo | 503 pkt. (druż.) |         | [ 1 ]  |